# عارف نقوی
عارف نقوی (انگلیسی: Arif Naqvi؛ زادهٔ ۱۳ ژوئیهٔ ۱۹۶۰) تاجر اهل پاکستان است. او موسس گروه ابراج و موسسه امان است.